# 3552 Don Quixote
A 3552 Don Quixote (ideiglenes jelöléssel 1983 SA) egy földközeli kisbolygó. Paul Wild fedezte fel 1983. szeptember 26-án.
Nevét Miguel de Cervantes regényhőséről, Don Quijote de la Mancha lovagról kapta.